# Myxofusicoccum sticticum
Myxofusicoccum sticticum är en svampart som först beskrevs av Petter Adolf Karsten, och fick sitt nu gällande namn av Franz Xaver von Höhnel 1915. Myxofusicoccum sticticum ingår i släktet Myxofusicoccum, divisionen sporsäcksvampar och riket svampar.   Inga underarter finns listade i Catalogue of Life.